# Фитилёво
Фитилёво — деревня в составе Карпунихинского сельсовета в Уренском районе Нижегородской области.

## География
Находится на расстоянии примерно 23 километра по прямой на север-северо-восток от районного центра города Урень.

## История
Основана в 1789. В 1870 году 11 дворов и 45 жителей, в 1916 – 32 и 200 соответственно. Название по местной речке («фитюлька» - речушка). Альтернативное название – Кошелево по нищенскому промыслу жителей. В советское время работал колхоз им. VII съезда Советов, позже «Нива». В 1956 году учтено 118 жителей, в 1978 году 32 хозяйства и 72 жителя, в 1994 23 и 49 соответственно.

## Население
Постоянное население  составляло 35 человек (русские 100%) в 2002 году, 7 в 2010 .